# KaNgwane
KaNgwane is een voormalig thuisland in het noordoosten van Zuid-Afrika, ten noorden van Swaziland. KaNgwane bestond uit drie enclaves in de voormalige Zuid-Afrikaanse provincie Transvaal. De hoofdstad was Louieville. Het grootste deel van de inwoners waren Swazi’s.
Het gebiedsdeel werd in 1977 gecreëerd onder de naam Amaswazi. Het was de bedoeling het later over te dragen aan Swaziland, maar in 1982 deed algemeen protest dit plan mislukken. Op 31 augustus 1984 werd de naam veranderd in Kangwane en kreeg het "zelfbestuur". KaNgwane betekent land van de Ngwane, een belangrijke Swazistam. (De koning van Swaziland draagt de titel Ngwane.) KaNgwane had geen eigen vlag, maar gebruikte de vlag van Zuid-Afrika.
Op 27 april 1994 werd KaNgwane, samen met de negen andere thuislanden, herenigd met Zuid-Afrika.